# Federação Paranaense de Atletismo
A Federação de Atletismo do Paraná, é a entidade esportiva que regulamenta e organiza o esporte no estado do Paraná, foi fundado em 1932 com o nome Liga Atlética Paranaense (LAP), em 1941 ela se transforma em Federação Desportiva Paranaense (FDP), para enfim, em 27 de agosto de 1987, adquirir o atual nome , ela faz parte da Confederação Brasileira de Atletismo (CBAt). 

## Ligações Externas
- História